# Pasquale Bocciardo
Pour les articles homonymes, voir Bocciardo.

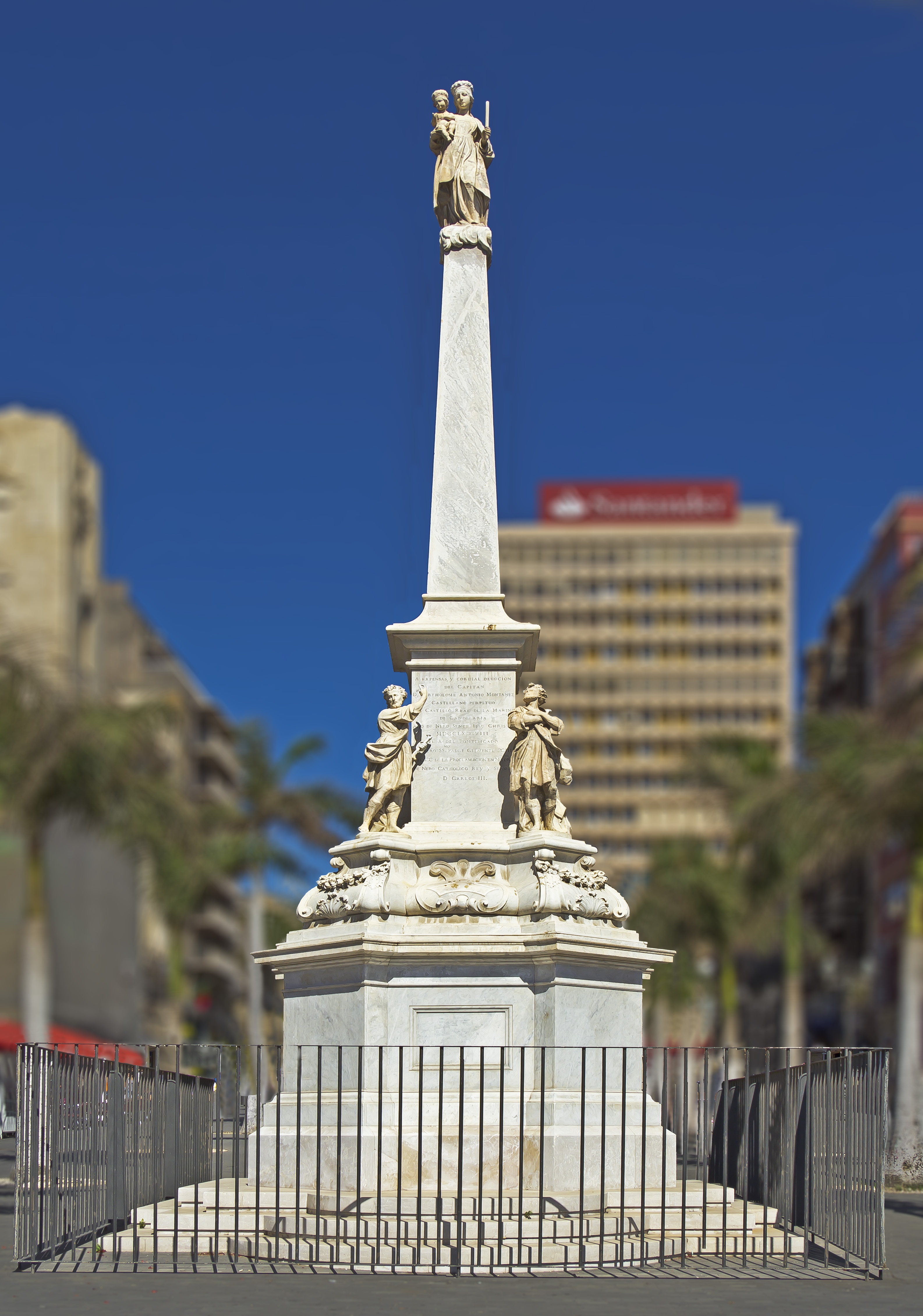
Triunfo de la Candelaria, Santa Cruz de Tenerife.

Pasquale Bocciardo (Gênes, 1719 – Gênes, v. 1790) est un sculpteur italien  du néoclassicisme du Settecento de l'école génoise.

## Biographie
Fils d'Andrea Bocciardo, neveu de Sebastiano Bocciardo et frère de Domenico Bocciardo, il entre dans l'atelier de  Domenico Caprile en 1731, puis devient ensuite l'unique élève de  Giacomo Antonio Ponsonelli, artiste de la Riviera ligure.
Bocciardo s'affirme dans l'ambiance naissante de la nouvelle Accademia Ligustica di Belle Arti, en devient un piler académique à sa fondation en  1751, et obtient la chaire de sculpture en 1763  tenue précédemment par Francesco Maria Schiaffino. Son œuvre s'inscrit dans l'atmosphère néoclassique de style romain, typique de l'Accademia Ligustica di Belle Arti.

## Œuvres
- Buste de Giovanni Francesco II Brignole Sale, patricien génois qui a, de 1736 à 1740, commandé les travaux du Palazzo Rosso de la  Strada Nuova (Gênes)
- Autel du Rosaire à  Santa Maria della Castagna a Quarto al Mare (aujourd'hui  Quarto dei mille, commune annexée à la Grande Gênes en 1926).
- Autel de San Giacomo, église paroissiale de Pontedecimo, quartier de Gênes Genova), en 1763
- Statues de  San Siro, Sant'Andrea et San Bartolomeo et autel de San Siro nella chiesa di San Siro à Nervi
- Visione di Ezechiele (1765), chaire baroque  de la collégiale San Biagio, Finale Borgo
- Statue de Stefano Lomellini (1763), Ospedale dei Cronici (dit  lo Spedaletto), au sestiere génois de Portoria
- Statue  de l'église Santa Maria della Cella à Sampierdarena

### En dehors de l'Italie
- Autel de l'abside de l'église su séminaire de Coimbra au Portugal (1755-1758)
- Maître-autel de l'église S. Luigi dei Francesi à Lisbonne (1768)
- Trionfo della Vergine della Candelora, un monument de quatre mètres en marbre de Carrare, Plaza de la Candelaria a Santa Cruz de Tenerife (1768).
- Chaire de Nuestra Senora de Los Remedios, la cathédrale de la lagune, Tenerife
- Statue du retable du maître-autel, cathédrale de Cuenca (Castille-La Manche)

## Sources
- (it) Cet article est partiellement ou en totalité issu de l’article de Wikipédia en italien intitulé « Bocciardo » (voir la liste des auteurs).